# Wassila Rédouane-Saïd-Guerni
Wassila Rédouane-Saïd-Guerni (sinh ngày 28 tháng 4 năm 1980) là một tay kiếm người Algérie.
Cô đã tham gia Thế vận hội Olympic 2000 và 2004, nhưng thua trận đầu tiên trong cả hai lần.
Tháng 3 năm 2001 cô kết hôn với vận đông viên chạy cự ly trung bình Djabir Saïd-Guerni.  Cặp đôi gặp nhau ở Thế vận hội năm 2000 và sống ở Aubervilliers, Pháp.  Họ đã ly dị kể từ đó và Wassila Redouane hiện đang đào tạo và thi đấu cho Pháp.